# 阿莱西娅·塞奇曼
阿莱西娅·塞奇曼（英語：Alethea Sedgman，1994年1月24日—），澳大利亚女子射击运动员。她曾代表澳大利亚参加2010年和2014年英联邦运动会射击比赛，其中2010年英联邦运动会获得一枚金牌。